# Estación polar Teniente Arturo Parodi Alister
La estación polar Teniente Arturo Parodi Alister, también conocida como base Patriot Hills o base Arturo Parodi, fue una estación de investigación de verano de Chile situada en la Tierra de Ellsworth, dentro del denominado Territorio Chileno Antártico. Fue desarmada y trasladada a fines de 2013 para crear la Estación Polar Científica Conjunta Glaciar Unión.
Se ubicaba en los montes Patriot, en la Antártida Occidental. Sus coordenadas geográficas son 80°18′S 81°22′O / -80.300, -81.367, siendo la base antártica chilena más austral. Esta base estaba a cargo de la Fuerza Aérea de Chile para estudios de glaciología, meteorología, geología y cartografía. La sección correspondiente al INACH se denominaba Base Antonio Huneeus Gana y tenía capacidad para 7 investigadores.
La estación recibe su nombre del teniente 1.º Arturo Parodi Alister, quien el 15 de febrero de 1947, piloteando un hidroavión Vought OS2U Kingfisher  (N.º 308) embarcada en el transporte Angamos, realizó el primer vuelo antártico chileno.

## Historia
En la temporada estival 1992-1993 un grupo del Ejército de Chile realizó una expedición terrestre hasta Patriot Hills desde la Base Bernardo O'Higgins, ubicada 1990 kilómetros más al norte, en el extremo de la península Antártica.
Fue inaugurada el 7 de diciembre de 1999 a 1 km del campamento base Patriot Hills, que operaba desde 1987 la empresa privada estadounidense Adventure Network International (ahora Antarctic Logistics & Expeditions LLC) junto a un aeródromo de hielo azul. Tras el traslado al glaciar Unión de las operaciones de la empresa en noviembre de 2010, la base fue desarmada y trasladada al glaciar Unión a fines de 2013.
Operaba de noviembre a diciembre cada dos años por la Fuerza Aérea de Chile con una población de 25 personas, pero podía brindar apoyo de vida a 40 personas.